# ارفود

ارفود (به عربی: أرفود) شهری واحه‌ای در صحرای بزرگ آفریقا است که در استان مکناس تافیلالت در شرق مراکش واقع شده‌است. این شهر خود به چندین ناحیه تقسیم می‌شود شامل: حی السلام، حی الجدید، حی الزیز، حی البثا، حی الحمری و حی النهضه.
با توجه به نزدیکی ارفود به روستای کویری مرزوغه واقع در تلماسه‌های عِرق شِبی، این شهر اقدام به توسعهٔ زیرساخت‌های گردشگری خود همچون ساخت هتل و رستوران کرده‌است.

## مکانی برای فیلمبرداری
ارفود به‌دلیل زیبایی صحرای  بزرگ آفریقا و مناطق واحه‌ای اطراف آن مورد توجه فیلم‌سازان قرار گرفته و فیلم‌های چندی در آن فیلم‌برداری شده‌است. از جملهٔ این فیلم‌ها می‌توان به موارد زیر اشاره نمود:
- پیشروی کن یا بمیر (۱۹۷۷)

در این فیلم باستانشناسان شهری باستانی را در نزدیکی ارفود می‌یابند که بر اثر طوفان شنی در ۳۰۰۰ سال پیش مدفون شده بود. این مکان همچنین آرامگاه قدیسی بربر موسوم به فرشتهٔ بیابان بود و ...
- مومیایی (۱۹۹۹)

کار فیلمبرداری در ۴ مهٔ ۱۹۹۸ در شهر مراکش آغاز شده و ۱۷ هفته به‌طول انجامید. پس از آن مکان فیلمبرداری به صحرای بزرگ در خارج از شهر ارفود منتقل گردید. آلن کامرون، طراح تولید، آتشفشانی خاموش را در نزدیکی ارفود یافت و تمام ماکت مربوط به شهر خیالی هاموناپترا در آنجا ساخته‌شد.
- شاهزاده پارس: ماسه‌های زمان (۲۰۱۰)

مایک نیوول، مراکش را به‌عنوان مکان فیلمبرداری این فیلم برگزید و در عین حال استودیوهای پاین‌وود را نیز برای ادامهٔ فیلمبرداری درنظر گرفت.  فیلمبرداری در ژوئیهٔ ۲۰۰۸ در مراکش آغاز شد و ۸ هفته به‌طول انجامید و پس از آن به پاین‌وود استودیوز منتقل گردید.